# Schlacht bei Höchstädt (1800)
Ostrach – Feldkirch – Stockach I – Verona – Magnano – Cassano d’Adda – Bassignana – Paradies – Frauenfeld – Winterthur – Zürich I – Trebbia – Mantua – Novi – Döttingen - Vlieter – Bergen – Gotthard – Dietikon – Zürich II – Schänis – Muotatal – Näfels – Egmont – Castricum - Genola – Wiesloch – Genua – Rheinklingen – Büsingen – Engen – Stockach II –  Meßkirch – Biberach II – Montebello – Marengo – Höchstädt – Oberhausen – Brión – Hohenlinden – Walserfeld – Pozzolo – Kopenhagen – Algeciras I – Algeciras II
Die Schlacht bei Höchstädt (auch Dritte Schlacht von Höchstädt, auch Treffen bei Höchstädt) ereignete sich während des Zweiten Koalitionskrieges am 19. Juni 1800 nahe Höchstädt an der Donau. Von Bayern und Württemberg unterstützte österreichische Truppen unter dem Befehl des Feldzeugmeisters Paul Kray von Krajowa erlitten dabei eine Niederlage gegen die französischen Truppen der Rheinarmee unter General Moreau. Die österreichische Seite entschied sich nach dem Treffen zum Rückzug über Ingolstadt in Richtung Inn und begann zugleich, bei Moreau um einen Waffenstillstand anzufragen. Eine solche Waffenruhe war kurz zuvor nach der Schlacht bei Marengo in Oberitalien mit Napoleon Bonaparte vereinbart worden.

## Umfeld
Nach der Französischen Revolution versuchten europäische Mächte auf das revolutionäre Frankreich einzuwirken. Es kam in den Jahren von 1792 bis 1815 zu mehreren kriegerischen Auseinandersetzungen, die wegen ihrer wechselnden Koalitionen als Koalitionskriege oder ab 1799 auch als „Napoleonische Kriege“ bezeichnet werden. Der Zweite Koalitionskrieg entbrannte 1799.
Frankreich stand einer Allianz aus Großbritannien, Österreich, Russland, dem Osmanischen Reich, Portugal, Neapel und dem Kirchenstaat gegenüber, aus der Russland im Jahr 1800 ausschied. Österreich war als Großmacht der einzige ernsthafte Gegner Frankreichs aus dieser Allianz auf dem Kontinent. Nach dem Staatsstreich des 18. Brumaire VIII entstand das Französische Konsulat, in dem Napoleon Bonaparte als Erster Konsul das Sagen hatte. Er entschied sich, diesem Gegner in Oberitalien an der Spitze von Truppen selbst Paroli zu bieten. Parallel dazu sollte in Süddeutschland die Französische Rheinarmee unter General Moreau Streitkräfte Österreichs binden.

## Entwicklung vor der Schlacht

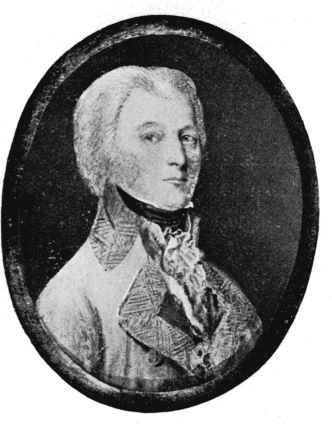
Feldherr Paul Kray von Krajowa

Die vom österreichischen Befehlshaber Feldzeugmeister (FZM) Baron von Kray geführte Armee besaß außer dem Hauptheer noch Korps in Tirol und Vorarlberg. Sie war im Frühjahr 1800 wie folgt aufgestellt:
- Der rechte Flügel der Hauptarmee unter Feldzeugmeister Graf Anton Sztáray mit 19.000 Mann sicherte den Raum zwischen Murg und Neckar, von Renchen bis Heidelberg und hielt an der Nidda Verbindung mit den verbündeten kurmainzischen Truppen.
- Im Badischen operierten im Gebiet von Renchen bis Überlingen die Divisionen der Feldmarschallleutnante (FML) Baron Kienmayer (9.700 Mann), Graf Friedrich Joseph von Nauenburg (11.300 Mann) und Graf Vinzenz Kolowrat (13.300 Mann).
- An diese Divisionen schloss sich das Truppenkorps in Tirol und Vorarlberg (24.300 Mann) unter FML Fürst Reuss an, das vom Ursprung des Rheins bis an den Bodensee und weiter bis Buchhorn zuständig war.
- Als Reserve lag das Korps von FML Graf Baillet de Latour mit 9.400 Mann Infanterie und 3.400 Reitern im Bereich Villingen, Engen und Tübingen, verstärkt durch die anschließende Artillerie-Reserve in Donaueschingen.

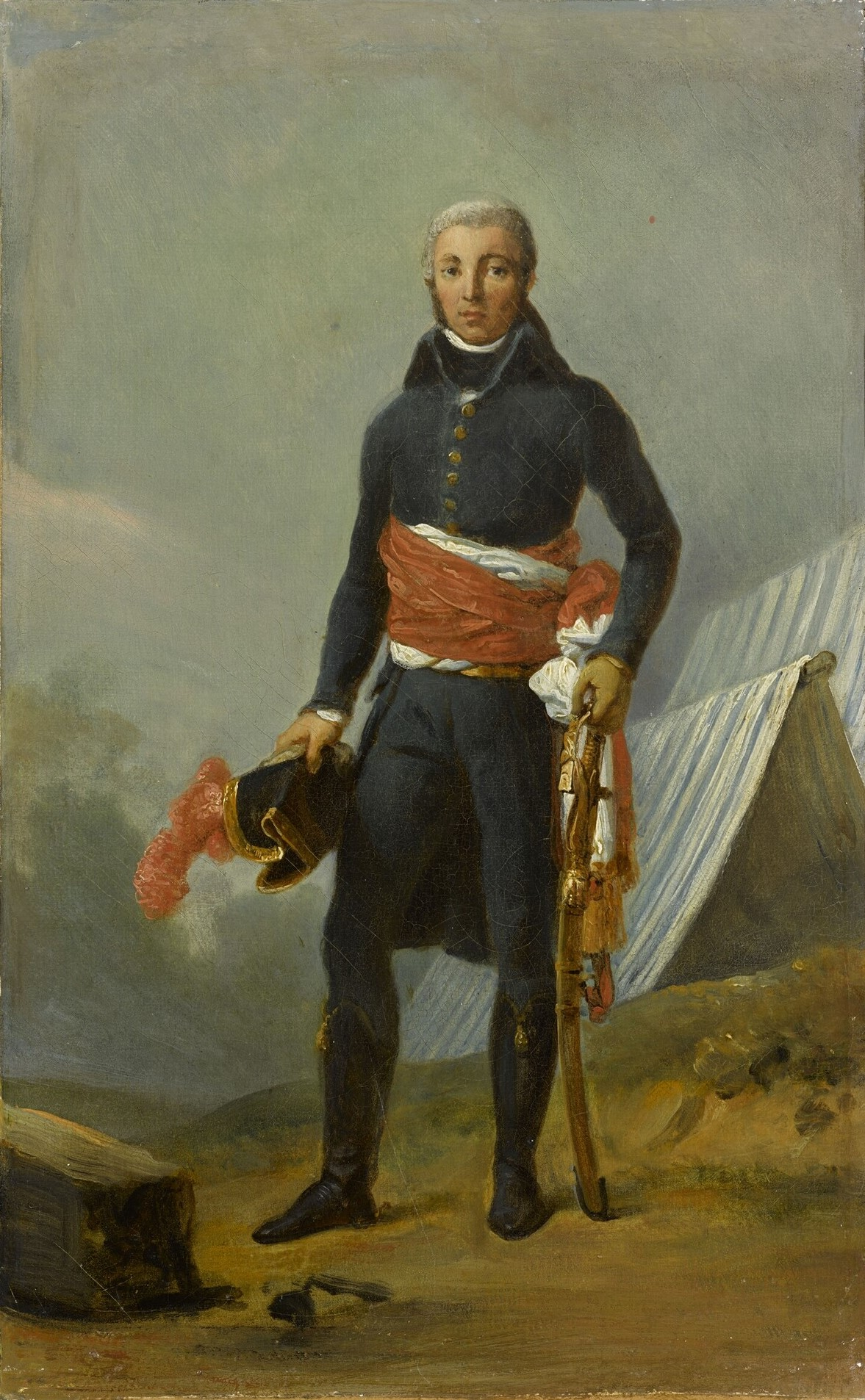
Feldherr Jean-Victor Moreau

Von der französischen Armee unter Obergeneral Moreau hielt der rechte Flügel unter General Lecourbe mit 29.000 Mann den Rhein von Laufenburg bis Maienfeld und der Mittelteil unter General Laurent de Gouvion Saint-Cyr mit 30.000 Mann den Oberrhein von Laufenburg bis Alt-Breisach besetzt. 19.000 Mann des linken Flügels unter Bataillonschef Suzanne deckten das linke Rheinufer von Alt-Breisach bis Düsseldorf. Die Reserve, 26.000 Mann, war einquartiert im Fricktal, im Ober-Elsass und im verschanzten Lager von Klein-Basel. Das Hauptquartier Moreaus befand sich in Basel.
Das Korps in Tirol nicht mitgerechnet waren auf österreichischer Seite somit etwa 66.100 Mann aufgestellt. Die Franzosen verfügten demgegenüber ohne die Einheiten Suzannes über rund 85.000 Soldaten. Eine andere Quelle benennt die Stärke der Österreicher auf 62.000 Mann, darunter 20.000 Kavalleristen, und jene der französischen Streitmacht auf 98.686 Mann.
Der österreichische Operationsplan beruhte auf einem gemeinschaftlichen Angriff aus Italien und vom Bodensee her. Das Gros der Armee in Deutschland sollte zwischen Basel und Aaremündung den Rhein überqueren und sich mit dem über Sargans und Zürich vorgerückten Korps aus Tirol und Vorarlberg bei Brügg vereinen. 5.000 Mann sollten über den Gotthardpass in das Wallis eindringen, sich mit einer über den St. Bernhard anrückenden Division der italienischen Armee vereinigen, zwischen Murten und Nidau Stellung beziehen und dann am Bielersee zum Gros des Heeres stoßen. Sobald die Hauptarmee festen Fuß in den Vogesen gefasst habe, sollte sie Belfort und Neu-Breisach belagern und ihren linken Flügel an die Saône vorschieben, um sich mit der durch Savoyen herangeführten italienischen Armee voraussichtlich bei Lyon zu verbinden.
Die französische Strategie basierte auf der weiten Verteilung der Österreicher. Um das für die Franzosen günstige Gelände am Ursprung der Donau zu gewinnen, zugleich aber die Aufmerksamkeit der Österreicher während des gefährlichen Heranführens der Streitmacht durch den unwegsamen Schwarzwald zu erregen, wollte Moreau von Straßburg und Breisach vorzurücken drohen. General Lecourbe sollte jedoch den entscheidenden Schlag auf dem rechten Rheinufer von der Schweiz aus führen.
Diesem Operationsplan entsprechend, ließ Moreau am 25. April die lange Verteidigungslinie des Gegners durch seinen linken Flügel angreifen, während Lecourbe noch ruhig in seinen Stellungen verblieb. Erst am 28. April, nach einer Reihe von Gefechten des linken französischen Flügels, welche die Aufmerksamkeit Krays vollständig in Anspruch nahmen, rückte Lecourbe gegen Rheinklingen vor, setzte hier am Morgen des 1. Mai über den Rhein und drängte die weit verteilten Truppen des FML Prinz Joseph von Lothringen gegen Singen zurück. Am 2. Mai hatte Moreau sämtliche Truppen seines rechten Flügels hier versammelt. In der Folge zwang er in einer Reihe von Gefechten bei Stockach, Engen und Leipferdingen am 3. Mai sowie in der Schlacht bei Meßkirch am 5. Mai das österreichische Heer zum Rückzug nach Ulm am 10. Mai, während die Franzosen die Iller-Linie besetzten. Dadurch gewann Tirol eine erhöhte Bedeutung auf österreichischer Seite. FML Fürst Reuss war in der Nacht zum 2. Mai bereit gewesen, mit seiner Armee den Rhein zu überschreiten; als er jedoch erfuhr, dass die Franzosen der Offensive der Österreicher zuvorgekommen seien und der rechte Flügel Lecourbes Vorarlberg bedrohe, wollte er nunmehr dem Feind in den Rücken fallen. Der ungünstige Ausgang der Gefechte bei Stockach und Engen veranlasste ihn jedoch, sich auf die Verteidigung Tirols zu beschränken.
Versuche Moreaus, die kaiserliche Hauptarmee zum Verlassen der Stellung bei Ulm zu bewegen, misslangen. Er versuchte dann, dies zu erreichen, indem er Lecourbe nach Augsburg verlegte, um dadurch die Österreicher aus Ulm herauszulocken und zu einer Entscheidungsschlacht zu zwingen. Tatsächlich wagte Baron von Kray, nachdem Lecourbe Ende Mai Augsburg besetzt hatte, einen Angriff auf den zwischen Biberach an der Riß und Memmingen stehenden linken französischen Flügel. Er wurde jedoch am 5. Juni bei Erolzheim und Ochsenhausen geschlagen und wich wieder nach Ulm zurück. Knapp vierzehn Tage vergingen, in denen Moreau hinsichtlich des weiteren Vorgehens schwankte; dann aber entschloss er sich, unterhalb Ulms über die Donau zu gehen.

## Schlachtverlauf

### Die Tage zuvor
Die Österreicher waren nach dem Gefecht vom 5. Juni nicht untätig geblieben und hatten in verschiedenen kleineren Streifzügen und Überfallen Erfolg. Als aber Moreau am 10. seine Truppen langsam und zögernd nach Osten dirigierte und am 12. die österreichischen Vorposten auf der ganzen Linie angreifen ließ, zog sich Sztáray in seine Stellung bei Günzburg zurück. Obwohl Kray dieses Kontingent erheblich verstärkt und ihm einen Angriff befohlen hatte, zeigte sich Sztáray reserviert. Er positionierte zwei Kompanien und eine Eskadron im Bereich zwischen Günzburg und dem Dorf Peterswörth. Der württembergische General Christoph Dionysius von Seeger sicherte die Umgebung von Dillingen mit sieben Kompanien. Dreieinhalb Bataillone befehligte Ernst von Hügel bei Lauingen. Das Gebiet um Donauwörth hielt Generalmajor Baron Thierry de Vaux mit viereinhalb Bataillons und zwei Eskadronen und bewachte mit einigen Kompanien die Brücke bei Donaumünster bei Tapfheim. Von hier bis Höchstädt standen lediglich Reiter Posten.
Am 14. Juni rückte Lecourbe vom Lech an die Zusam und in den folgenden Tagen über Zusmarshausen nach Wertingen und so Donauwörth bedrohend. Die Einheit Paul Greniers rückte, verstärkt durch einen Teil von Moreaus Korps, dessen Rest zwischen Kammel und Mindel als Reserve stehen blieb, auf Burgau mit Ziel Günzburg. General Antoine Richepanse blieb zur Beobachtung Ulms vorerst im Südwesten der ausgebauten Festung stehen, dadurch abermals einem möglichen Vorstoß der österreichischen Übermacht ausgesetzt, der aber nicht erfolgte. Die Rückendeckung der Rheinarmee gegen Reuß war den Generälen Gabriel Jean Joseph Molitor und Étienne Marie Antoine Champion de Nansouty anvertraut.
Am 15. Juni 1800 besetzte Generalleutnant Lecourbe mit einer Division als Vorhut Burgau und dehnte seine Truppe rechts gegen die Straße von Lauingen und Dillingen an der Donau aus. Nach einem kleinen Gefecht mit den Franzosen räumten die Österreicher die Städte Burgau und Wertingen nach 16 Uhr. Grenier folgte mit seiner Rechten der Bewegung der französischen Division auf Burgau. Unter diesen Umständen fand es Sztáray sinnvoll, über die Donau zurückzugehen und sich hinter der Brenz bei Gundelfingen an der Donau aufzustellen. Rätselhaft ist, warum Sztáray seine Avantgarde und alle am 15. erhaltenen Verstärkungen teils nach Ulm zur Armee, teils nach Leipheim beorderte und nur acht Bataillone und fünf Eskadronen behielt.
Am 16. Juni rückte General Grenier gegen Günzburg vor und besetzte, nachdem Sztáray beim Rückzug über die Donau die Brücken von Leipheim und Günzburg hinter sich abbrennen ließ, um 18 Uhr diese Stadt. Zur gleichen Zeit stießen Österreicher und die Truppen des Generalleutnants Lecourbe bei Binswangen (zwischen Wertingen und Dillingen) aufeinander. Letztere drangen ungeachtet des tödlichen Feuers einer feindlichen Batterie vor und setzten Kavallerie ein, um in deren Rücken zu gelangen. Darauf zogen sich diese Österreicher gegen Dillingen zurück. Etwa 2.000 französische Soldaten wandten sich nun gegen das Dorf Kicklingen mit der Absicht, anschließend die Höchstädter Brücke über die Donau zu besetzen. Die Brücke war jedoch abgetragen und die in Höchstädt stehenden Gegner empfingen ihre Feinde mit Kanonenfeuer. Auch bei Donauwörth, wo die Brücke gleichfalls abgebrochen war, kam es zu einer wechselseitigen Kanonade. So wie Frankreichs Rheinarmee jetzt stand, konnte sie entweder mit ihrem linken Flügel zu Günzburg oder mit ihrem rechten zu Dillingen einen Flussübergang wagen, war doch ihr Zentrum bereit, jenes Korps zu unterstützen, dem zuerst der Übergang über die Donau glückte.
Am 17. Juni fanden Erkundungen der Donauufer und Sammlung von Material statt, welches die Wiederherstellung der Holzbrücken erforderte. Die Österreicher hatten alle in jener Zeit hölzernen Brücken von Ulm bis nach Donauwörth zerstört. Die Franzosen hatten weder Boote noch Pontons zum Überqueren des Flusses und sie konnten kurzfristig nur wenige Brückenbalken auftreiben. Durch die Auskundschafter des Brigadegenerals Puthod erwies sich, dass die Brücken von Gremheim und Blindheim noch am Ehesten herzustellen waren. Lecourbe beschloss daher, auf diesen beiden Punkten den Übergang am 19. Juni auszuführen und verwendete den folgenden Tag (18. Juni) zum Anordnen entsprechender Maßnahmen. Der Obergeneral Jean-Victor Moreau beorderte die Divisionen der Mitte an den rechten Flügel und ließ sie von Ichenhausen und Burgau nach Aislingen marschieren. Aus Mangel an Landungskähnen wurde eine Kompanie Schwimmer gebildet, denen zwei kleine Kähne mit ihren Waffen und Kleidern an das Nordufer der Donau folgen sollten.
Am 18. Juni gegen 17 Uhr griff Generalleutnant Lecourbe, der um 8:30 Uhr mit seinem Hauptquartier von Augsburg nach Wertingen aufgebrochen war, zur Ablenkung Dillingen, Lauingen, Höchstädt und Donauwörth an, um Sztáray, welcher die Niederdonau mit einem Korps von 11–15.000 Mann zu decken beauftragt war, über die eigentliche Absicht zu irritieren. Die übrige österreichische Armee stand noch bei Ulm. Generalleutnant Grenier erhielt Befehl, Anstalten zum Übergang bei Günzburg zu treffen. Das sollte sowohl den Zug der österreichischen Verstärkungstruppen von Ulm her gegen Dillingen verhindern als auch die Stellung an der Brenz, für den Fall des Besetzens durch Sztáray, im Rücken bedrohen. Die Österreicher, unterstützt von Bayern und Württembergern, schlugen alle Versuche der Franzosen, einen Übergang über die Donau zu erzwingen, durch ein schreckliches Kartätschen- und Kanonenfeuer zurück, was in den französischen Reihen einen starken Verlust an Toten und Verwundeten verursachte. Die Kanonade hielt an diesem Tag bis nach 21 Uhr an.
Die feindlichen Angriffe auf Günzburg bewogen FZM Paul Kray von Krajowa die Divisionen Riesch und Klinglin sowie die Infanterie der Brigade des Erzherzogs Ferdinand nach Elchingen zu verlagern.

### Schlachtgeschehen
Der Beschuss wurde am 19. Juni um 3 Uhr mit gleicher Heftigkeit aufgenommen, als die Generale César Charles Étienne Gudin de la Sablonnière und Joseph Hélie Désiré Perruquet de Montrichard um diese Zeit mit ihren Divisionen hinter den Blindheim gegenüber liegenden Wald zogen. General Jean Joseph Ange d’Hautpoul hielt sich mit der Reservereiterei marschfertig, welche Moreau auf dem rechten Flügel der Armee aufgestellt hatte, um nach dem Übergang die Truppen zu unterstützen. Um 5 Uhr waren die Vorbereitungen abgeschlossen. General Gudin, der die Brigadegeneräle Anne Gilbert de La Val und Puthod unter sich hatte, führte den ersten Angriff. Nach einer kurzen Kanonade verließen die Österreicher ihre Verteidigungsposten von Blindheim und Gremheim. 80 Schwimmer der Franzosen überquerten den Strom und erreichten, gefolgt von zwei Kähnen, das linke Donauufer. Ohne sich anzukleiden, griffen sie zu ihren Musketen, hingen ihre Patronentaschen um und stürzten sich sonst nackt auf die Gegner, denen sie zwei Kanonen abnahmen. Eine Leiter wurde über den an der Donau vorhandenen Brückenrest gelegt. Kanoniere eilten darauf hinüber, um beide erbeutete Kanonen nun gegen die Österreicher und ihre Verbündeten einzusetzen. Unterdessen begannen Sappeure eilig mit der zunächst notdürftigen Wiederherstellung der Brücke. Es gelang, zwei Bataillone auf die Nordseite der Donau zu bringen, die in die Dörfer Blindheim und Gremheim zum Schutze der Arbeiten an der Brückenverstärkung einrückten.
Weil General Thiery de Vaux nach der unverzüglich erfolgen Benachrichtigung vom Übergang den Franzosen keine starke Gegenwehr aufbot, wurden vom Gegner in den Reihen der Württemberger drei Kompanien mit zwei Geschützen, zwei Bataillone Infanterie, eine Eskadron Husaren und ein Flügel Kürassiere mit vier Geschützen aufgerieben und bis Riedlingen verfolgt.
In der Zwischenzeit sammelte Sztáray sein Armeekorps, das längs der Donau rechts bis Günzburg, links bis Gremheim stand, zu einer schlagkräftigen Masse. Seine Reservetruppen eilten sowohl von Donauwörth als von Dillingen herbei, um die Punkte des Überganges anzugreifen. Um jeglicher Vereinigung zwischen diesen beiden Korps zuvorzukommen, ließ Generalleutnant Lecourbe unverzüglich den Ort Schwenningen, den ein württembergisches Bataillon verteidigte, besetzen. In diesem Dorfe, das näher an den Abhängen des Donautals liegt, konnte das französische Fußvolk eine vorteilhafte Position erwerben; es wurde mehrere Male genommen und wieder verloren, bis die Franzosen gegen Mittag nach einem dritten Sturmangriff endgültig Sieger blieben.
Die Österreicher waren, wie Generalleutnant Lecourbe vermutet hatte, nur darauf bedacht, die nunmehr abgeschnittene Verbindung ihrer Einheiten im linken Donautal wiederherzustellen. Sie rückten mit 4.000 Fußsoldaten, 40 Reitern und 6 Kanonen gegen Schwenningen vor. Die französische Infanterie und das mit ihr vereinte Peloton vom 8. Husarenregiment waren einem feindlichen Kugelhagel ausgesetzt. Als die Franzosen wankten und das Dorf verlassen wollten, griffen zwei Eskadronen des ersten Karabinierregiments auf ihrer Seite ein. Diesen schloss sich das Peloton vom 8. Husarenregiment an und nun begann ein heftiger Kampf. Die Franzosen zerstörten die Schlachtlinie der Österreicher und gelangten schließlich in den Besitz von 2.500 Gefangenen, zehn Kanonen, vier Fahnen und 300 Pferden. Vergebens bildeten die zwei Bataillone Württemberger Vierecke; die Karabiniere durchbrachen die ganze Linie und eroberten mitten im Viereck die Fahnen beider Bataillone. Die Brigade des Generals La Val verfolgte die in Unordnung fliehenden Überwundenen und führte um 12 Uhr einen Angriff auf Donauwörth, um den dort mit einem Korps von 1.900 Leuten stehenden Generalmajor Baron de Vaux zum Rückzug zu bewegen. Doch dieser leitete mutig Widerstand und ließ seine 36 auf dem Schellenberg platzierten Kanonen bis gegen 23 Uhr auf den Feind schießen.
Den von Höchstädt, Dillingen und Lauingen auf das Schlachtfeld strömenden Österreichern musste unterdessen von den Franzosen begegnet werden. Die Generale Montrichard und Gudin rückten ihre Einheiten unter großen Schwierigkeiten bei hartnäckiger Gegenwehr von Blindheim aus vor. Als es den Franzosen gelang, sich in Schlachtordnung aufzustellen, zogen sich die Österreicher geordnet nach Dillingen zurück. Das Fußvolk marschierte entlang der Donau, wo ihre Front von einem Gehölz gedeckt war, während der linke Flügel durch Kavallerie geschützt werden sollte. Die 37. Halbbrigade und eine Eskadron vom 9. Kavallerieregiment verfolgte die Österreicher am Donauufer, während sich Lecourbe mit seiner Streitmacht auf den linken Flügel des Gegners stürzte und ihn überholte. Brigadechef Merlin erhielt den Auftrag, mit den Kürassieren in vollem Galopp durch das Dorf Schretzheim vorzupreschen und die österreichischen Truppen auf ihrem Marsch von Höchstädt nach Dillingen anzugreifen. Dies bewirkte Unordnung in der gegnerischen Reiterei, die nunmehr 3.000 Mann Infanterie unbedeckt ließ. Diese Kolonne wollte in den Gräben von Dillingen Sicherheit suchen; aber die Kürassiere umzingelten sie mit ihrer Schnelligkeit. 1.800 Mann waren nun abgeschnitten und ergaben sich. Die restlichen Soldaten wurden bis Gundelfingen an die Brenz verfolgt. Anschließend bezog Lecourbe eine Stellung am Flüsschen Egau zwischen Höchstädt und Dillingen. Er wartete dort auf die Reservedivisionen, welche mit der Wiederherstellung der Brücken bei Dillingen und Lauingen beschäftigt waren, um anschließend ebenfalls über die Donau zu kommen.
Moreau hatte an diesem Tage den größten Teil seines Heeres zwischen Aislingen und Binswangen zusammengezogen. Über die von ihren Gegnern aufgegebenen, unvollkommen abgetragenen und inzwischen reparierten Brücken bei Lauingen und Dillingen führte er die Divisionen Decaen und Grandjean persönlich auf das linke Donauufer. Mit Lecourbe startete er zum Angriff gegen Gundelfingen.
Unmittelbar nachdem Kray vom Übergang der Franzosen benachrichtigt war, setzte er eilends Generalmajor Klinglin mit zahlreichen Reitereikorps in Marsch. Als Generalleutnant Lecourbe gegen 18 Uhr Bewegung auf der Front der österreichischen Linie bemerkte, ließ er sein Fußvolk vorrücken und bei Lauingen Stellung beziehen. General Klinglin hatte sein Korps in zwei große Linien formiert. Die erste griff die französischen Karabiniers und einige Schwadronen Husaren vom 9. Regiment an und trieb sie zurück. Französische Kürassiere traten nun auf den Plan und da auch die Karabiniers und Husaren wieder vorrückten und mutig in die Gegner einhieben, gerieten diese bald in Unordnung. In diesem Augenblicke rückte die zweite Linie der österreichischen Reiterei zur Unterstützung der ersten vor und bekämpfte die drei französischen Regimenter, die sogleich zum Weichen gebracht wurden. Das bislang zurückgehaltene 9. Kavallerieregiment fiel nun den Österreichern in die Flanke, gerade in jenem Moment, als sie den flüchtenden Franzosen nachsetzen wollten und kämpfte so energisch, dass die Franzosen siegten und Klinglins Kavallerie geschlagen war.
Bei Sonnenuntergang waren die Brücken bei Dillingen und Lauingen wieder intakt und ein Teil der französischen Reserve auf dem linken Ufer der Donau angekommen. Inzwischen waren Krays Verstärkungstruppen herangerückt. 8.000 Österreicher hatten sich zur Brenz gewandt aufgestellt und ihre Artillerie begann mit dem Beschuss. Moreau wollte den Feind von der Brenz vertreiben und befahl einen erneuten Angriff. Das 4. Husaren-, 6. Chasseur-, 11. Dragoner- und 13. Kavallerieregiment sowie ein Teil der Infanterie von der Division Decaen wurden zusammen mit dem Korps des Generalleutnants Lecourbe zum Aufbruch angewiesen. Die große Ebene von Lauingen bis Gundelfingen, wo Kray zur Rettung der Infanterie 12 Eskadrone Kürassiers aufgestellt hatte, und die Schnelligkeit, womit die Bewegung ausgeführt werden musste, erforderte einen französischen Kavallerieeinsatz. Sie wurde in Echelons geordnet und rückte unterstützt von Batterien vor, die an ihren Flanken errichtet waren.
Die Österreicher dehnten ihre starke Linie aus und erwarteten den Angriff, der um etwa 20 Uhr begann und mehrere Male mit großem Ungestüm wiederholt wurde. Moreau selbst befand sich dabei öfters mitten im Gewühl. Es war lange zweifelhaft, wer siegen würde, doch am Ende setzten sich die Franzosen durch, welche über 400 Pferde erbeuteten. Während des Gefechts hatte die 37. Halbbrigade Gundelfingen genommen. Erst gegen 23 Uhr zogen sich die Österreicher über die Brenz zurück und überließen den Siegern ihre Positionen. Am selben Abend ging der Rest des französischen Reservekorps über die Donau und nahm seine Stellung ein. Generalleutnant Grenier erhielt Befehl, in der Nacht mit den beiden Divisionen von Louis Baraguey d’Hilliers und Legrand bei Lauingen über die Donau zu gehen, um sich auf den linken Flügel der Armee zu stellen. Die Division des Generals Michel Ney blieb zur Rückendeckung in ihrer Stellung an der Günz.
Nach dem bis in die Nacht währenden Reitergefecht zog Sztáray seine verbliebenen Soldaten rechts der Brenz auf Sontheim an der Brenz und Giengen an der Brenz zurück. Die Reste der bei Gundelfingen eingesetzten Divisionen Riesch, Klinglin und Baillet folgten ihm. General de Vaux räumte um Mitternacht Donauwörth und rückte über Monheim, Pappenheim und Eichstätt nach Ingolstadt ab.
Allein die Österreicher verzeichneten an diesem Tag 47 Tote, 160 Verwundete und 1.978 dem Gegner gelungene Gefangene, ferner verloren sie 342 Pferde, fünf Geschütze, fünf Munitionskarren und eine größere Anzahl von Fuhrwerken. Die Verluste der Franzosen beziehungsweise der Österreicher und ihrer Verbündeten hielten sich, relativ zur eingesetzten Mannschaftsstärke gesehen, insgesamt in Grenzen. Allein nach Augsburg wurden aber vom 19. Juni abends bis zum 21. Juni morgens in 103 Wagen Schwerverwundete abtransportiert. Ihr Anblick mit teils von Kartätschen zerschmetterten Gliedern, teils durch Säbelhiebe entstellten Körpern, war nach zeitgenössischer Schilderung schauderhaft.

### Nach der Schlacht
Der gelungene Donauübergang der Franzosen zwang Kray seinen befestigten Standort Ulm zu verlassen und kostete ihn 5 Fahnen, 20 Kanonen samt Munitionswagen und etwa 5.000 Gefangene. Einem großen Teil von ihnen gelang es, den Franzosen entweder in Schwaben oder in der Schweiz wieder zu entwischen. Ihre Eskorte musste sie in Schwaben, um österreichischen Patrouillen auszuweichen, meist bei Nacht und auf Schleichwegen fortbringen.
Kray entschied sich gegen das Wagnis einer Schlacht mit Moreaus Truppen und begann, sich mit seinem geschwächten Heer in einem Bogen in Richtung Ingolstadt zu wenden. Er wollte die untere Donau gewinnen und sich mit dem von ihm getrennten Korps wieder vereinigen. Er rückte am 20. Juni unter Zurücklassen einer Besatzung von etwa 12.000 Mann unter Franz von Petrasch aus Ulm ab und zog über Heidenheim an der Brenz und Neresheim nach Nördlingen, wo die wegen aufgeweichter Wege entkräfteten Einheiten lagerten. Am 23. Juni mussten sich die Österreicher gegen französische Kavallerieangriffe wehren. In der Nacht vom 24. auf den 25. Juni setzte Kray den Rückzug über Wemding weiter nach Monheim und schließlich bis Neuburg an der Donau fort. Bayerische Truppen deckten die rechte Flanke der Armee, welche zur Donau eine solche Position nahm, dass sie gegen den Lech Front machte. Französische Einheiten blieben den Österreichern auf den Fersen.

## Folgen
Nachdem ihm Paul Kray von Krajowa entkommen war, beschloss Moreau die Rückkehr auf das rechte Donauufer. Die Besetzung Augsburgs, Münchens und der Isarbrücken sollte Kray zum Rückzug hinter den Inn zwingen und Moreau für den Fall eines Waffenstillstands ein Faustpfand sichern. Auch Verpflegungsrücksichten für die Truppe machten seinen Entschluss verständlich. Kray fühlte bei Moreau wegen eines Waffenstillstands vor. Am 15. Juli 1800 wurde der Waffenstillstand bei Parsdorf abgeschlossen und am 20. September in Hohenlinden nochmals verlängert.
Da man in Wien mit Krays Leistungen unzufrieden war, wurde er von seinem Kommando entbunden, seine Nachfolge übernahm der achtzehnjährige Johann von Österreich. Am 28. November wurde im selben Jahr die Waffenruhe aufgekündigt und die Schlacht bei Hohenlinden zog herauf.